# 馬亞卡港 (佛羅里達州)
馬亞卡港（英語：Port Mayaca）是位於美國佛羅里達州馬丁縣的一個非建制地區。該地的面積和人口皆未知。

## 地理
馬亞卡港的座標為26°59′00″N 80°36′00″W / 26.98333°N 80.60000°W，而該地的平均海拔高度為6米（即20英尺）。